# Secernosaure
El secernosaure (Secernosaurus) és un gènere de dinosaure hadrosaure. Era un herbívor que va viure en el Cretaci superior. Les seves restes fòssils foren trobades a l'Argentina.
L'espècie tipus és Secernosaurus koerneri, descrita l'any 1979. Una espècie anomenada l'any 1984, Kritosaurus australis, podria ser sinònima.